# 1596

## Родени
- 31 март – Рене Декарт, френски математик и философ
- 23 юни – Юхан Банер, шведски пълководец
- 26 август – Фридрих V, курфюрст на Пфалц

## Починали
- 28 януари – Френсис Дрейк, английски мореплавател
- 23 декември – Хатори Ханзо,